# Sanela Mitrović
Sanela Mitrović (Novi Sad, 1972) je srpska operska solistkinja spinto i dramskog faha, rođena u Novom Sadu. Završila je osnovnu i srednju muzičku školu Isidor Bajić u Novom Sadu, gde je završila i Akademiju umetnosti. Diplomirala je na odseku solo pevanja u klasi primadone Opere Srpskog narodnog pozorišta i redovnog profesora na Akademiji umetnosti, soprana Vere Kovač Vitkai. 

## Umetnički rad
Prvi nastup je imala u operi Karmen u uzrastu od 8-9 godina, sa Gradskim dečjim horom, kojim je rukovodio Juraj Ferik. Tokom školovanja za flautistu, pet godina je bila član „Filharmonije mladih“, kojom je dirigovao čuveni dirigent, maestro Mladen Jagušt. Od 1992. je u stalnom angažmanu u Operi Srpskog narodnog pozorišta, najpre u Orkestru kao flautistkinja a od 1994. kao solistkinja Opere. 
Gostovala je u Italiji, Nemačkoj, Rumuniji i Makedoniji. Snimala za RTV Novi Sad i RTV Beograd.
Pevala je na sceni Narodnog pozorišta u Beogradu. Tokom karijere pevala je u predstavama kojima su dirigovala poznata imena domaće i strane operske scene, kao i brojna rediteljska imena. 

## Nagrade i priznanja
- Finalistkinja Internacionalnog takmičenja studenata solo pevanja u Rumuniji (1997), gde je pohađala i majstorski kurs Marije Slatinaru Nistor.
- Nosilac je više prvih nagrada na republičkim, saveznim i internacionalnim takmičenjima flaute i solo pevanja.
- U četvorogodišnjem periodu bila je nosilac titule „Prva flauta Jugoslavije“.

## Repertoar
Opere:
- Đ. Verdi. Trubadur – Leonora
- G. Doniceti. Ljubavni napitak[мртва веза] – Đaneta
- Ž. Bize. Karmen – Mikaela, Mercedes
- P. Maskanji. Kavalerija rustikana – Lola, Santuca
- Đ. Pučini. Toska – Toska
- Đ. Pučini. Boemi – Mimi
- J. Gotovac. Ero s onoga svijeta – Đula
- F. Alfano. Vaskrsenje – Katerina Maslova
- D. Šostakovič. Katarina Izmajlova – Aksinja
- M. Logar. Pokondirena tikva – Sara
- J. Štraus. Jabuka – Tetka

Balet:
- Z. Mulić. Izbiračica, balet – solo glas

Oratorijum:
- G. F. Hëndll. Juda Makavej

Ciklusi pesama:
- Bramsove solo pesme
- Šumanove solo pesme
- Grigove solo pesme
- Ciklus Antonia Vivaldija
- Solo pesme jugoslovenskih kompozitora (Milojević, Baranović, Štatkić, Bruči, 	Konjović, Sv. Kovačević)

Koncerti:
- Solistički koncert (flauta) – 1990. g. (Koncert za flautu G-dur, Mozart; Etida za flautu – Paganini, prerada) Vetar i more za flautu i klavir (Štatkić),

Carmen – fantazija za flautu i klavir (Bizet, prerada), Mađarska fantazija za flautu, F. Dopler
- Solistički koncert (1996 Novi Sad, Matica Srpska)( Spoza, Agitata da due venti, A.Vivaldi, dela Bramsa, Baranovića, Verdi-a, i Mozart-a)
- Solistički koncert (2000. Novi Sad, Sinagoga) (dela Svetozara Saše Kovačevića, ciklus solo pesama Grig-a, solo pesme srpskih kompozitora, operske arije Mozart-a, Boitto-a,

Verdi-a, Maskagni-a) 
- Solistički koncert (2005 Novi Sad, Sinagoga).(dela Hëndll-a, Schuman-a, Verdi-a, Baranovića, Bručija i operske arije:

A. Poncielli “Gioconda” (Gioconda, arija), A. Boitto “Mefistofele” (Morthe Margareta, arija), G. Puccini “Tosca (Tosca, arija, duet (Cavaradosi))
- Solistički koncert (2006, Novi Sad, "Galerija Matice srpske")
- Solistički koncert (2007. Šid, Galerija slika "Sava Šumanović Архивирано на веб-сајту  (9. јануар 2015)")
- Solistički koncert ( 2008. Novi Sad, "Spomen zbirka Pavla Beljanskog Архивирано на веб-сајту  (24. децембар 2010)")

Ostale solističke aktivnosti:
- Solista gost Crkvenog hora "Sv. Roman Slatkopojac" iz Petrovaradina 2007/2008.
- Javni nastupi u okviru: izložbi, književnih i poetskih večeri, stručnih i naučnih skupova, modnih revija,gostovanja na televiziji i radiju.

Ostale aktivnosti:
- Bavi se istraživačkim radom u okviru vokalne pedagogije

## Vokalna pedagogija
Sanela Mitrović se duži niz godina bavi vokalnom pedagogijom. Zahvaljujući odličnom poznavanju vokalnih tehnika, metodici solo pevanja i vokalnoj problematici zajedno sa suprugom fonijatrom, bavi se korekcijom vokalnih tehnika. Jedini je vokalni pedagog u Srbiji koji radi sa "bolesnim glasovima" odnosno koriguje poremećaje govornog i pevanog glasa nastale kao posledica loših tehnika pevanja. Osim korekcijama vokalnih tehnika, za potrebe pevača vrši i klasifikacije i subklasifikacije glasova kao i vokalno pedagoške ekspertize. Njen rad u vokalnoj pedagogiji namenjen je svim profilima pevača (pevačima narodne, zabavne, pop, džez, rok, hard rok muzike). Na korekciji tehnika radila je i sa pevačima Opere SNP u Novom Sadu, učenicima osnovnih i srednjih muzičkih škola, Akademije umetnosti, nastavnicima solo pevanja, sveštenicima. Zaključno sa 2014. godinom kroz njenu "školu za korekciju vokalnih tehnika" uspešno je prošlo 70 pevača svih profila.

## Spoljašnje veze
- Sanela Mitrović